# Japonsko na Zimních olympijských hrách 2018
Japonsko na Zimních olympijských hrách 2018 reprezentovalo 124 sportovců v 13 sportech.

## Medailisté
| Medaile | Jméno                                                                        | Sport                | Disciplína                       | Datum     |
| ------- | ---------------------------------------------------------------------------- | -------------------- | -------------------------------- | --------- |
| Zlato   | Juzuru Hanjú                                                                 | Krasobruslení        | Muži jednotlivci                 | 17. února |
| Zlato   | Nao Kodairaová                                                               | Rychlobruslení       | Ženy 500 m                       | 18. února |
| Zlato   | Miho Takagiová Ajaka Kikučiová Ajano Satóová Nana Takagiová                  | Rychlobruslení       | Ženy stíhací závod družstev      | 21. února |
| Zlato   | Nana Takagiová                                                               | Rychlobruslení       | Ženy závod s hromadným startem   | 24. února |
| Stříbro | Miho Takagiová                                                               | Rychlobruslení       | Ženy 1500 m                      | 12. února |
| Stříbro | Akito Watabe                                                                 | Severská kombinace   | Jednotlivci střední můstek/10 km | 14. února |
| Stříbro | Ajumu Hirano                                                                 | Snowboarding         | Muži U rampa                     | 14. února |
| Stříbro | Nao Kodairaová                                                               | Rychlobruslení       | Ženy 1000 m                      | 14. února |
| Stříbro | Šóma Uno                                                                     | Krasobruslení        | Muži jednotlivci                 | 17. února |
| Bronz   | Daiči Hara                                                                   | Akrobatické lyžování | Muži jízda v boulích             | 12. února |
| Bronz   | Sara Takanašiová                                                             | Skoky na lyžích      | Ženy střední můstek              | 12. února |
| Bronz   | Miho Takagiová                                                               | Rychlobruslení       | Ženy 1000 m                      | 14. února |
| Bronz   | Sacuki Fudžisawa Činami Jošida Jumi Suzukiová Jurika Jošida Mari Motohašiová | Curling              | Ženy curling                     | 24. února |